# Orbona fragariae
Orbona fragariae là một loài bướm đêm trong họ Noctuidae.